# Igor Majcen
Igor Majcen (Liubliana, Eslovenia, 24 de agosto de 1969) es un nadador retirado especializado en pruebas de estilo libre. Fue medalla de bronce en la prueba de 1500 metros libres durante el Campeonato Europeo de Natación de 1993.
Representó a Yugoslavia en los Juegos Olímpicos de Seúl 1988 y a Eslovenia en los Juegos Olímpicos de Barcelona 1992 y Atlanta 1996.

## Palmarés internacional
| Campeonato Europeo de Natación | Campeonato Europeo de Natación | Campeonato Europeo de Natación | Campeonato Europeo de Natación |
| Año                            | Lugar                          | Medalla                        | Prueba                         |
| ------------------------------ | ------------------------------ | ------------------------------ | ------------------------------ |
| 1993                           | Sheffield (Reino Unido)        | Medalla de bronce              | 1500 m libre                   |